# Marie Evelyn Moreton
Pour les articles homonymes, voir Moreton.

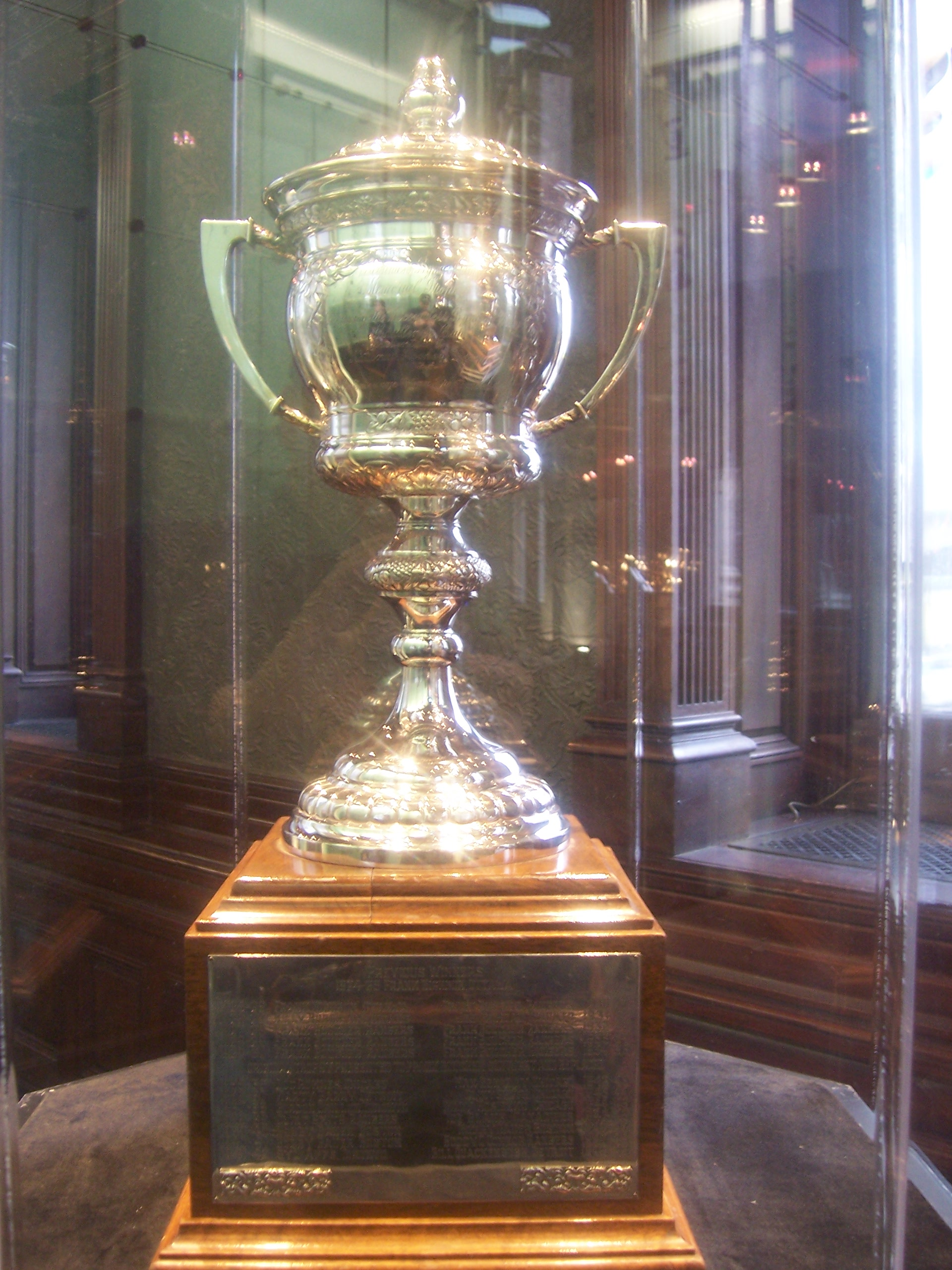
Le trophée Lady Byng.

Marie Evelyn Moreton (1870-1949) était la femme du gouverneur général du Canada Julian Byng (1862-1935). Elle est à l'origine du Trophée Lady Byng de hockey sur glace.

## Hockey sur glace
Marie Evelyn Moreton, qui était une fan avide de hockey, décida de donner le trophée de la LNH en 1925.
Elle décida que le premier vainqueur du trophée serait Frank Nighbor des Sénateurs d'Ottawa.  Tard dans la saison, Lady Byng invita  Nighbor à Rideau Hall, la résidence officielle du gouverneur général du Canada, lui montra le trophée et lui demanda si la LNH l'accepterait comme trophée pour le joueur le plus fair-play. Quand Nighbor répondit qu'il pensait qu'elle accepterait, Lady Byng, à la plus grande surprise de Nighbor, lui remit le trophée,.
Après que Frank Boucher des Rangers de New York eut gagné le prix sept fois consécutivement en huit ans, Lady Bying fut tellement impressionnée qu'elle lui remit le trophée original à garder. Elle donna alors un second trophée en  1935–36. À la mort de Lady Byng en 1949, la LNH présenta un autre trophée et changea son nom officiel en « Lady Byng Memorial Trophy » — littéralement en français : le trophée en mémoire de Lady Byng.